# Bowman, Tennessee
Bowman är en så kallad census-designated place i Cumberland County i Tennessee. Vid 2010 års folkräkning hade Bowman 302 invånare.